# Hunger (2009)
Hunger ist ein US-amerikanischer Horrorfilm aus dem Jahr 2009. Er behandelt die Thematik des Kannibalismus. Regie führte Steven Hentges, das Drehbuch schrieb L.D. Goffigan.

## Handlung
Die fünf sich fremden Personen Jordan, Grant, Luke, Anna und Alex erwachen in einer dunklen Höhle. Sie wissen weder, wo sie sich befinden, noch wie sie in die Höhle gelangt sind. Über angebrachte Videokameras werden sie dabei permanent von einem perversen Wissenschaftler (The Scientist) beobachtet. Als sie die Höhle genauer in Augenschein nehmen, entdecken sie in einem verschließbaren zweiten Raum mehrere Fässer mit Trinkwasser sowie ein Skalpell. Am Skalpell selbst ist eine Nachricht befestigt, laut dieser der Mensch ca. 30 Tage ohne Nahrung überleben kann. Schockiert begreifen sie, dass sie in einem Kannibalismus-Experiment gefangen sind. Nun erschließt sich ihnen auch der tiefere Sinn der in der Höhle angebrachten Uhr, aufgeteilt in 30 Abschnitte.
Zu Beginn versuchen die Gefangenen noch gemeinsam einen Ausweg zu finden. Grant beschäftigt sich die ersten Tage mit dem Versuch, einen Weg nach draußen zu finden, indem er Schwachstellen in der Wand ausfindig macht. Unterstützt wird er hierbei von der Ärztin Jordan. Die beiden freunden sich an. Parallel dazu bildet sich aus den anderen drei Gefangenen, dem cholerischen Luke, der intriganten Anna sowie dem labilen Alex, eine zweite Gruppe.
Nach mehreren Tagen ohne Nahrung schlägt die Stimmung merklich um, Ton und Umgang werden rauer. Vor allem Grant gerät ins Visier der zweiten Gruppe als bekannt wird, dass er an einem Herzfehler leidet. Einzig die fortschreitenden Grabungsversuche bieten noch Hoffnung. Als die Höhlenwand endlich durchbrochen werden kann, zerbricht allerdings auch diese Hoffnung. Hinter der Wand befindet sich kein rettender Ausweg, sondern die Überreste früherer Opfer. Die Situation eskaliert. Jordan und Grant werden von den anderen angegriffen. Während Jordan das Bewusstsein verliert, versucht Grant panisch sich zur Wehr zu setzen. Schließlich wird er jedoch überwältigt. Als Jordan wieder erwacht, ist sie gefesselt. Grant ist tot und wird bereits teilweise durch die anderen verspeist.
Luke und Anna beginnen eine sexuelle Beziehung, die von Alex beobachtet wird und seine Labilität und Paranoia verstärkt. Alex verliert schließlich die Nerven, wird von Luke und Anna getötet und ebenfalls verspeist. Jordan kann sich von ihren Fesseln befreien, Luke mit dem Skalpell am Auge verletzen und im verschließbaren Trinkwasser-Raum verbarrikadieren. 
Am 30. Tag der Gefangenschaft erwarten Luke und Anna währenddessen glücklich ihre Befreiung. Jedoch öffnet sich auch nach Ablauf der Uhr kein Tor in die Freiheit. The Scientist hatte nie vor, seinen Gefangenen die Freiheit zu schenken.
Anna bittet Jordan anschließend um Hilfe, indem sie vorgibt, Angst vor Luke zu haben. Jordan solle die Tür öffnen und Anna damit sicheren Unterschlupf gewähren. Jordans Frage, ob Anna allein sei, bejaht diese. Ein Blick unter den Türritzen hindurch, verrät Jordan allerdings, dass Luke in Wahrheit ebenfalls vor der Tür steht. Sich der gestellten Falle bewusst, verabschiedet sie sich von Anna und lässt die Tür verschlossen.
Die Nerven bei Luke und Anna liegen blank. Im Streit wird Anna von Luke erwürgt. Jordan, die den Kampf mitangehört und ihren Raum verlassen hat, kann im Zuge dessen Luke überwältigen und töten. Als letzte Überlebende bricht sie erschöpft zusammen. The Scientist hat alles mitangesehen und erwartet nun Jordans Tod. Sein Experiment scheint für ihn trotz allem nicht erfolgreich verlaufen zu sein, da Jordan zwar dem Tode nahe ist, sich allerdings nicht von Menschenfleisch ernährt hat. Nachdem sich Jordan über längere Zeit nicht mehr bewegt hat, nimmt The Scientist an, sie sei verstorben. Er begibt sich in die Höhle zu seinen Opfern, wird aber in einem Überraschungsmoment von Jordan angegriffen, überwältigt und getötet. Jordan kann sich schließlich aus der Höhle befreien.
Das Motiv des Scientist liegt in seiner eigenen Kindheit. Seine Mutter und er verunglückten vor vielen Jahren mit dem Auto. Nach Tagen des Hungers ernährte sich der Junge vom Fleisch der toten Mutter. Als der Unfallwagen schließlich entdeckt wurde, hatte der Junge bereits einen Arm verspeist, was ihn schwer traumatisierte. Um sein Handeln vor sich selbst zu rechtfertigen und zu entschuldigen, brachte er immer wieder Menschen in ausweglose Situationen, bis sie selbst zu Kannibalen wurden.

## Rezeption

### Kritiken
„Ein beliebtes modernes Genremotiv wird effektvoll variiert, wenn in diesem düster-klaustrophobischen Horroralbtraum eine zusammengewürfelte Gruppe mutmaßlicher Todeskandidaten sadistische Prüfungen vor Überwachungselektronik bestehen muss. Im Gegensatz zu “Saw” und seinesgleichen wird es mit detaillierten Verstümmelungen nicht übertrieben, steht vom in totaler Finsternis stattfinden Anfang bis zur gelungenen Schlusspointe das psychologische Motiv klar im Vordergrund. Überzeugend gespielt, stimmungsvoll inszeniert, Tipp für Fans.“

### Einspielergebnis
Bei einem Budget von 625.000 US-Dollar spielte der Film weltweit 4,5 Millionen US-Dollar ein.